# Тропическая медицина

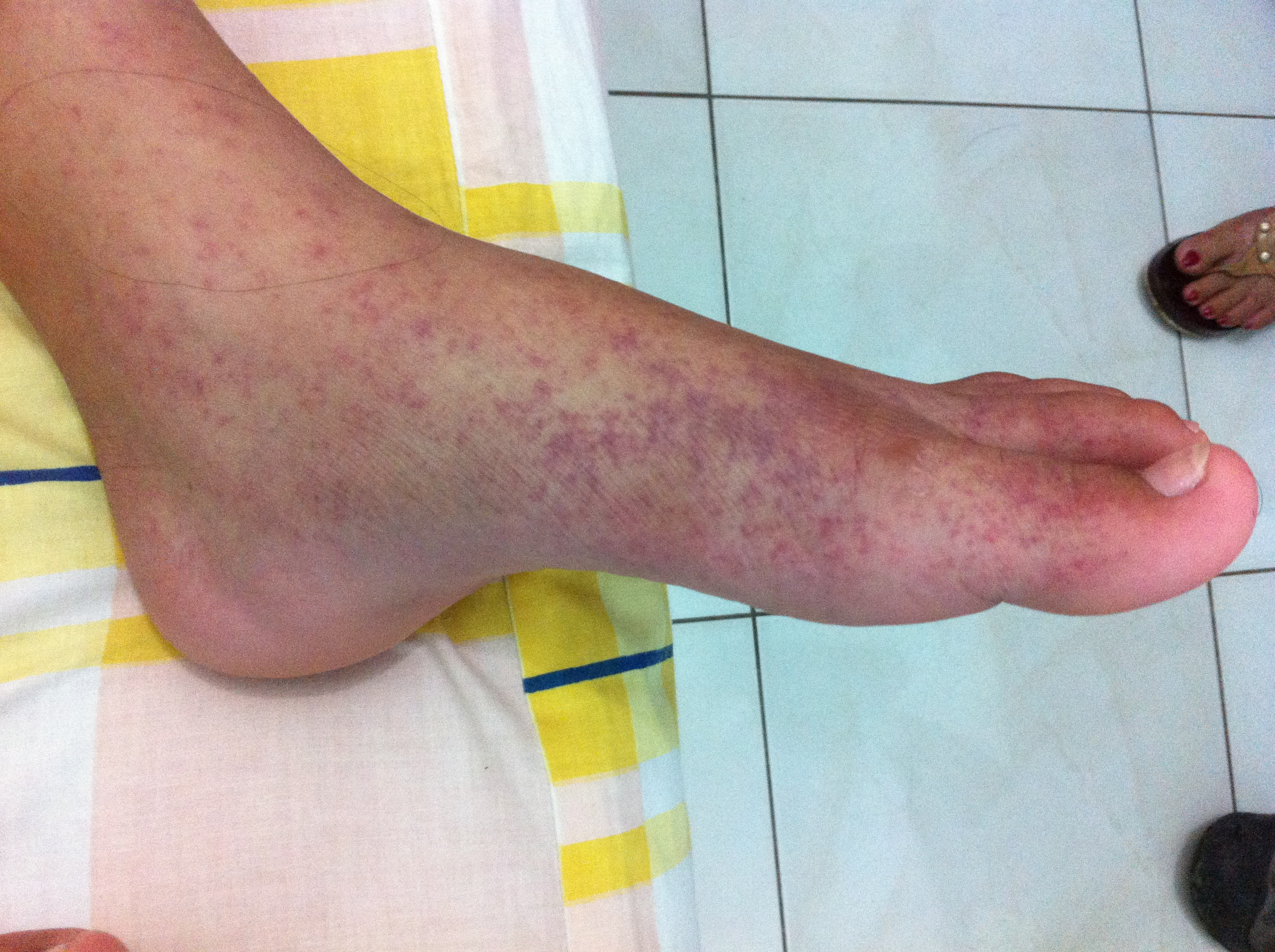
Высыпания на стопе при типичной тропической болезни — чикунгунье

Тропическая медицина — раздел медицины, который занимается широким кругом заразных и незаразных заболеваний, имеющих распространение в тропических и субтропических регионах.

## Инфекционные и паразитарные болезни в тропической медицине
Большую долю тропической медицины составляют инфекционные и паразитарные заболевания. Распространенность заразных тропических болезней в зоне тропиков и субтропиков обусловлена комплексом благоприятных для них природных условий. Только в жарком климате могут существовать много теплолюбивых возбудителей (определенные бактерии, вирусы, простейшие, гельминты), их промежуточные хозяева (например, тропические моллюски Bullinus tropicalis, Physopsis africana при шистосомозах), переносчики возбудителей (вроде мухи цеце, поцелуйных клопов, тропических москитов и т. п) и теплокровные хозяева — источники и резервуары возбудителей (например, многососковая мышь Mastomys natalensis — естественный источник лихорадки Ласса, фруктоядные летучие мыши — природные резервуары болезни, которую вызывает вирус Эбола и тому подобное).

## Условия распространения заразных тропических болезней
Распространенность заразных тропических болезней обусловлена также социальными факторами. Низкий уровень жизни и образования, слабость здравоохранения в развивающихся странах, являются причинами широкого распространения тех тропических болезней, которых уже ликвидировано в странах умеренного климата. Ведь часть инфекционных и паразитарных болезней, которых классифицируют как тропические болезни, являются эндемичными для стран, расположенных в умеренной климатической зоне: малярия, некоторые гельминтозы и тому подобное. Многие из этих заболеваний находятся под контролем или даже ликвидированы в развитых странах в результате внедрения эффективных мер здравоохранения, улучшение санитарно-гигиенических условий жизни и питания. Так как климат не является ведущей причиной эндемичности этих заболеваний в тропических регионах, все чаще появляются предложения переименования данного клинического раздела медицины в «географическую медицину» или «медицину третьего мира».

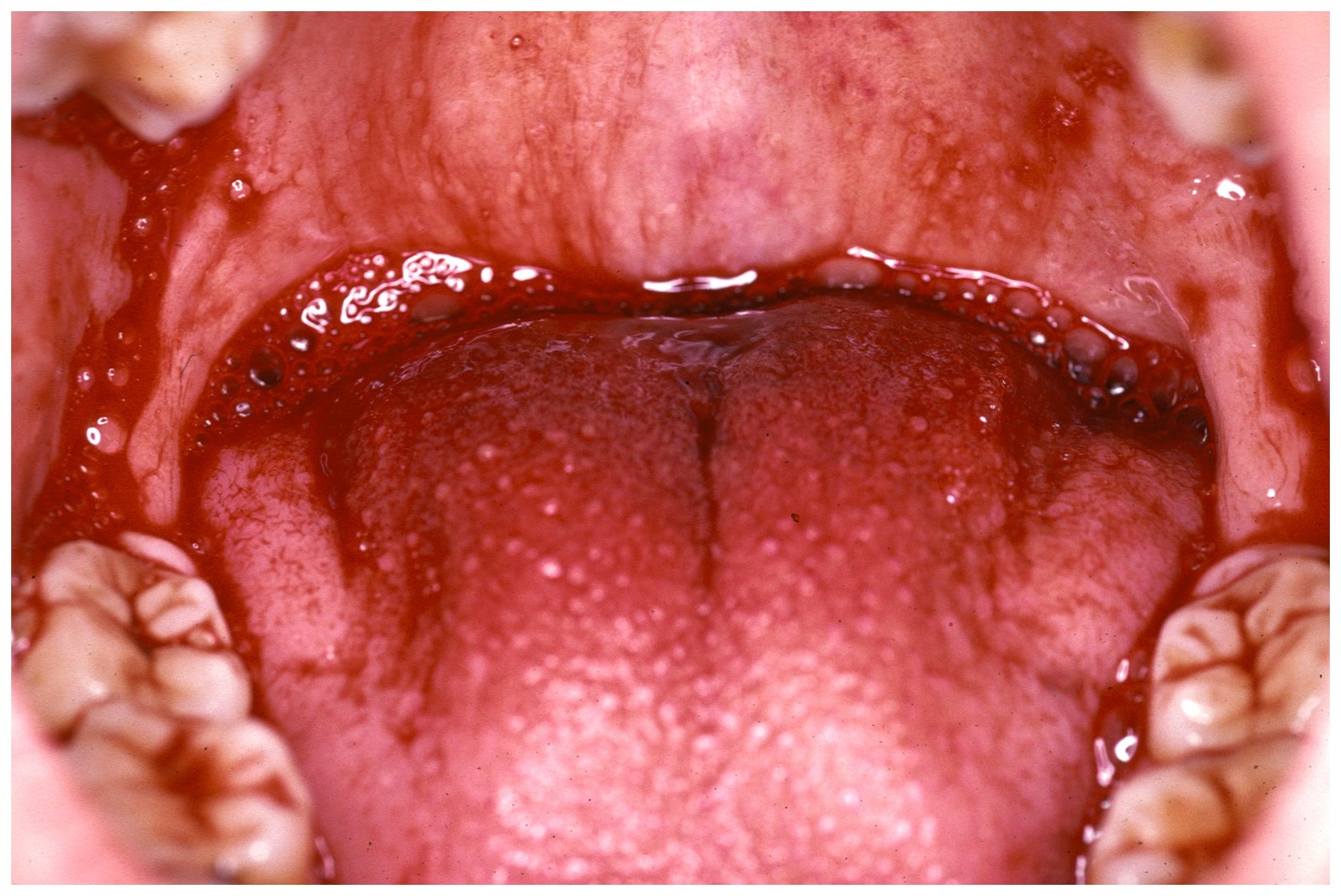
Изменения в ротоглотке в результате системного действия на организм яда гадюки в Азии, произошедшие после укуса. Видны кровоизлияния в слизистую оболочку и очаги коагуляции.

## Общие особенности течения тропических болезней
Часть тропических болезней не являются инфекционными, например, поражения, возникающие через укусы змей. В тропическом и субтропическом климате через высокую окружающую температуру, высокую влажность воздуха и др ход тропических болезней идет таким образом, что происходит значительное напряжение всех физиологических систем организма для поддержания гомеостаза, что значительно осложняет течение заболевания. Например, корь в тропических регионах протекает тяжелее от такого в регионах умеренного климата, ведь много усилий физиологических систем организма направлено на отведение избыточного тепла, которое образуется через присущую кори значительную горячку. Но через высокую температуру окружающей среды это является чрезвычайно сложным процессом, что и приводит к смерти больных, особенно детского возраста, из-за перегрева. Или поверхностные ссадины в условиях тропической высокой влажности воздуха, высокой температуры окружающей среды даже у здоровых до того людей быстро затрудняет присоединение гнойной инфекции, реже происходит в умеренной климатической зоне. Тропическая медицина имеет общие точки применения с медициной путешествий и болезней путешественников. Медицина путешествий не ограничивается только болезнями тропических регионов и проблемами тропических болезней, но включает в свою структуру и составляющие тропической медицины.